# Jon Nödtveidt
Jon Andreas Nödtveidt, född 28 juni 1975 i Strömstad, död 13 augusti 2006 i Hässelby, var en svensk musiker samt grundare, sångare och gitarrist i det svenska death/black metal-bandet Dissection. Han var också uttalad satanist och en av de tidigaste medlemmarna i det satanistiska samfundet då kallat Misanthropic Luciferian Order, senare ändrat till Temple of the Black Light.

## Biografi
Nödtveidt inledde sin musikaliska karriär i Strömstad med thrash metal-bandet Siren's Yell (med Mäbe, Ole Öhman och Peter Palmdahl) och senare Rabbit's Carrot (med bland andra Mäbe och Öhman). År 1989 grundade Nödtveidt death/black metal-bandet Dissection tillsammans med Öhman och Palmdahl. Dissection utgav sitt första fullängdsalbum, The Somberlain, 1993. Två år senare släppte de albumet som skulle bli deras genombrott, Storm of the Light's Bane. Under dessa år turnerade de både i USA och i Europa, till dess att bandet upplöstes sommaren 1997. Då lämnade basisten Peter Palmdahl bandet och Jon Nödtveidts bror Emil Nödtveidt fick tillfälligt ta över efter denne. Efter ett tag lämnade även trummisen Tobias Kellgren och gitarristen Johan Norman bandet, och Jon Nödtveidt blev kvar som enda medlem. Först sju år senare återuppstod bandet igen, men då i en ny konstellation.
I december 1997 greps Nödtveidt för medhjälp till mordet på Josef Ben Meddour, en 36-årig homosexuell algerier. Den huvudansvarige för mordet ansågs av tingsrätten vara hans kamrat, Nemesis Shahin Khoshnood-Sharis, även kallad Vlad. Mordet är utförligt beskrivet i boken No Tears For Queers av Johan Hilton. Det har även producerats en film om mordet, Keillers park av Susanna Edwards. Dådet ägde rum vid foten av vattentornet på Ramberget i Göteborg. Nödtveidt dömdes till åtta års fängelse för medhjälp till mord, ett straff som hovrätten senare skärpte till tio år. Nödtveidts kamrat Vlad dömdes till tio års fängelse för mord.
Nödtveidt frisläpptes sensommaren 2004, och startade då en ny version av Dissection med Tomas Asklund på trummor samt Set Teitan på gitarr. På valborgsmässoafton år 2006 släppte Dissection sin tredje fullängds-CD, Reinkaos. DVD:n The Rebirth of Dissection, från den första spelningen efter frigivningen den 30 oktober 2004, utgavs kort därefter.
Nödtveidt begick självmord den 13 augusti 2006 genom att skjuta sig i huvudet. Han påträffades död två dagar senare av polisen i sitt hem i Hässelby. Strax innan han tog sitt liv ska han, enligt tidningen Expressen, ha sagt till en av sina vänner att han skulle resa bort under lång tid till Transsylvanien. Att resa till Transsylvanien är i sammanhanget en omskrivning för att begå självmord. Enligt bandet låg ingen form av depression bakom självmordet, utan det var Nödtveidts sätt att följa sin satanistiska väg, i vilken man själv anses bestämma över sitt liv och därmed själv väljer när man vill avsluta livet. När han ansåg sina mål vara uppfyllda, tog han följaktligen livet av sig.
Jon Nödtveidt är begravd i minneslunden på Råcksta begravningsplats.

## Diskografi

### Dissection
- The Grief Prophecy (demo, 1990)
- Into Infinite Obscurity (EP, 1991)
- The Somberlain Promo (1992)
- Promo '93 (1993)
- The Somberlain (1993)
- Storm of the Light's Bane (1995)
- Where Dead Angels Lie (EP, 1996)
- The Past Is Alive (samlingsalbum, 1998)
- Live Legacy (live, 2003)
- Live in Stockholm 2004 (live, 2004)
- Maha Kali (EP, 2004)
- Rebirth of Dissection (DVD, 2006)
- Starless Aeon (EP, 2006)
- Reinkaos (2006)

### The Black
- Black Blood (demo, 1992)
- The Priest of Satan (1993)

### Ophthalamia
- A Journey in Darkness (1994)

### Outbreak
- ...of Evil (demo, 1995)

### Satanized
- Rehearsal '91 (demo, 1991)

### Siren's Yell
- Demo (demo, 1988)

1. "Dawn of the Dead"
2. "The Final War"
3. "Show No Mercy"

### Rabbits Carrot
- A Question in Pain (demo, 1989)

### Terror
- Demo 1994 (demo, 1994)